# Jinotepe
Jinotepe – miasto w Nikaragui, położone w zachodniej części kraju, na południe od stolicy kraju Managui. Znajduje się na wysokości 560 m n.p.m. Ludność: 29 500 tys. (2006). Ośrodek administracyjny departamentu Carazo.
W mieście znajduje się kościół parafialny z 1860.
Gospodarka miasta opiera się na rolnictwie, głównie uprawie kawy. Miasto położone jest przy Autostradzie Panamerykańskiej.